# Pedro González de Luján
Pedro González de Luján fue un religioso castellano, obispo de Ávila entre 1293 y 1312.
Se cree que era natural de Enguídanos (Cuenca) por un comentario en las declaraciones de las Relaciones Topográficas de Felipe II, referidas a esta ciudad, pero no está demostrado. Aparece documentado en 1293, un año después de la muerte de su predecesor, Fernando de Ávila. Además, como él, mantuvo la situación de absentismo de la sede episcopal, porque fue consejero de Sancho IV de Castilla, algo que mantuvo a González Luján residiendo en la corte, establecida en Valladolid. Además consta que estuvo presente como juez en el Concilio de Salamanca de 1310, que fue convocado por Rodrigo del Padrón, arzobispo de Santiago de Compostela, en nombre del papa Clemente V, que había abierto causa contra los caballeros templarios. Fue sucedido como obispo por Sancho Blázquez Dávila.
A nivel diocesano consiguió que el rey favoreciera la reparación de la Basílica de San Vicente de Ávila.